# Huggie’s Bunnies
Huggie’s Bunnies oder Huggy’s Bunnies ist ein instrumentales Rock-’n’-Roll-Stück, das die kalifornische Band The Romancers 1963 für ihr erstes Album Do the Slauson aufnahm. Der Urheber und Leadgitarrist Andy Tesso widmete das Stück dem Radiomoderator und Veranstalter Dick Hugg. Dem Instrumental liegt ein 12-taktiger Blues zugrunde, die Leadinstrumente der Strophen sind – teils abwechselnd, teils gemeinsam – Saxophon und Gitarre. Das Stück wurde zeitnah von den Blendells und den Ambertones gecovert. Von letzteren gibt es eine Bearbeitung durch Chris Hood unter dem Titel Huggie’s Bunnies Backwards. Als B-Seite der Single La La La La La der Blendells wurde der Titel ein Verkaufserfolg, blieb aber in allen bekannten Versionen ohne Chartplatzierung. Huggie’s Bunnies ist auf mehreren Samplern des Chicano Rocks zu finden und gilt als Klassiker des Genres.

## Entstehung und Veröffentlichung

Albumcover Do the Slauson

Anfang der 1960er Jahre war Dick „Huggyboy“ Hugg ein vielgehörter Radio-DJ und Tanzveranstalter in Los Angeles. Sein Publikum bestand zum Großteil aus mexikanischstämmigen Jugendlichen, den Chicanos der East Side von Los Angeles. Für seine Tanzveranstaltungen buchte Hugg unter anderem regelmäßig die Chicano-Rock-Gruppe The Romancers, die bereits einige Singles für kleinere Plattenlabels aufgenommen hatte. Ein Vertrag mit Del-Fi Records ermöglichte der Band 1963, um ihren aktuellen Song Slauson Shuffle ein ganzes Album aufzunehmen; in der Besetzung Max Uballez an der Rhythmusgitarre, Andy Tesso an der Leadgitarre, Chris Pasqual am Bass, Armando Mora am Tenorsaxophon und Manuel Mosqueda am Schlagzeug produzierte die Band das Album innerhalb weniger Stunden. Zu den bestehenden beiden Eigenkompositionen Slauson Shuffle und All Aboard, die zusammen als einzige Single aus dem Album ausgekoppelt wurden, kamen drei gecoverte Stücke anderer Bands sowie sieben weitere, spontan initiierte Instrumentals, darunter das vom Gitarristen Andy Tesso vorgeschlagene Huggie’s Bunnies (in etwa: „Huggys Häschen“). Die Widmung des Songs an Dick Hugg geschah in der Hoffnung, dieser würde sich mit verstärktem Airplay revanchieren. Huggie’s Bunnies wurde als dritter Track der zweiten Seite des Albums gesetzt, das mit Do the Slauson einen Titel bekam, der an einen aktuellen Tanzstil in Los Angeles anknüpfte. Die Albumkonzept sollte zeigen, dass die Chicano-Band als Vertreter des East Side Sounds auch das instrumentallastige Surf- und Hotrod-Genre bedienen konnte. Als Musikverlag trat Maravilla Music auf, inzwischen ging das Stück an Van Winkle and Darian Music über. Das Copyright bei der Library of Congress wurde am 13. Dezember 1963 eingetragen.

## Musikalischer Aufbau
Das Instrumentalstück basiert auf dem 12-taktigen Bluesschema in E-Dur. Als Intro wird ein vom Grundton zur Quinte aufsteigendes Riff vorgestellt, das mit Achtelnoten beginnt und in der zweiten Hälfte des Taktes durch das Überbinden einer Sechzehntel synkopisch wird. Zu Beginn spielt der Bass, dazu gesellen sich jeweils nach zwei Riffs die Gitarre, dann das Schlagzeug und zuletzt das Saxophon. Nach einem eintaktigen Break beginnt das Saxophon als Soloinstrument das um die ersten vier Takte, die Tonika, verkürzte Bluesschema und spielt auch die zweite Strophe. Sodann übernimmt für zwölf Takte die Gitarre, drei weitere Strophen spielen Saxophon und Gitarre gemeinsam. Beim siebten und letzten Schema soliert erneut die Gitarre. Als Outro wird die Instrumentenfolge des Intros wiederholt.

## Coverversionen
Die erste Coverversion nahm 1964 die kurzlebige Chicano-Rock-Band The Blendells auf, die für ihre Einspielung von Little Stevie Wonders La La La La La in den Stereo Masters in Hollywood eine B-Seite benötigte. Unter der musikalischen Leitung von Billy Cardenas von der Plattenfirma Faro Productions spielte die Band in der Besetzung Mike Rincon am Bass, Ronnie Chipes am Schlagzeug, Rudy Valona an der Lead-Gitarre, Don Cardenas am Saxophon und Tommy Esparza an der Rhythmusgitarre für das Faro-Label Rampart Records. The Blendells orientierten sich stark am Original, tauschten in der Instrumentenfolge des Intros aber Saxophon und Schlagzeug. Nach der Veröffentlichung auf Rampart 641 am 3. Juni 1964 gab der Labelboss Eddie Davis die Stücke zum landesweiten Vertrieb an Reprise Records weiter. Reprise 0291 erschien im Juli 1964 und erreichte Platz 62 der Billboard-Charts und Platz 74 im Cashbox-Magazin und wurde auch in einer kanadischen, einer britischen und in einer italienischen Ausgabe sowie auf einer französischen Split-EP veröffentlicht. Die Hülle der spanischen EP übersetzt den Titel zu Los Conejos de Hugo. Bei einer Wiedervereinigung der Band im Jahr 1991 für ein Konzert im ausverkauften Greek Theatre in Los Angeles spielten die Blendells neben La La La La La und ihrer zweiten Single Dance with Me auch Huggie’s Bunnies. Die Version der Blendells erschien 1994 auf der Zusammenstellung Pachuco Soul: East-L.A. Grooves, 1996 auf der CD East Side Sound: 1959–1968 und 1999 auf dem Sampler The West Coast East Side Sound, Vol. 1.

Rampart 641 Promo-Ausgabe
Reprise 0291 amerikanische Ausgabe
Reprise 0291 kanadische Ausgabe
Reprise EP 60054 französische Ausgabe
Reprise 20291 italienische Ausgabe

Ebenfalls aus der East Side von Los Angeles stammt die Band The Ambertones, die Huggie’s Bunnies 1965 unter der Leitung von John Marascalco und Manuel Chavez coverte. Die Band bestand zu dieser Zeit aus dem Sänger und Saxophonisten Frank Vasquez (auch Frankie Olvera genannt), dem Keyboarder Danny Medina, dem Saxophonisten Tony Cardenas, den Gitarristen Henry Hernandez und Mike Sandoval, dem Schlagzeuger Jimmy Alvarez und dem Bassisten Eddie Delgado. Die Ambertones zählen das Stück an, indem sie auf den jeweils ersten Schlag der einführenden Riffs „One“, „Two“, „Three“, „Four“, „Five“, „Six“, „Seven“, „Eight“ und „Nine“ rufen. Das Outro endet sogar auf „Ten“. Durch ein vorgelagertes Schlagzeugintro und den mehrfach triolisch geschlagenen Grundakkord auf den ersten vier Takten des Bluesschemas unterscheidet sich die Version der Ambertones deutlicher vom Original als jene der Blendells. Die Aufnahme erschien zusammen mit Something Like Mr. C auf Marascalcos Lola Records mit der Nummer 104. Als Interpret des Instrumentalstücks wird Frankie Olvera geführt, der DJ Godfrey Kerr als „Supervisor“. Die Single ist auch mit einem fehlgedruckten Etikett im Umlauf, dessen Falschschreibungen des Labels „Lolla Records“ und des Verlags „Marvilla Records“ übernommen wurden, als die Version Eingang auf die Kompilation East Side Revue von Rampart Records aus dem Jahr 1967 fand. Eine weitere Wiederveröffentlichung von Lola 104 ist die Single NRM Records 903, auf der Huggie’s Bunnies als „schnelles Instrumental“ kategorisiert wird.
In einer Studiosession am 24. Mai 1966 überarbeitete Chris Hood die Aufnahme der Ambertones. Dabei lässt er das Abzählen der Riffs mit „Ten“ beginnen und endet bei „One“. Folgerichtig wurde das Stück Huggie’s Bunnies Backwards (in etwa: „Huggies Häschen rückwärts“) betitelt, als es im Dezember 1980 vom Label Pittsburgh Sounds der A C & H Enterprises als Single veröffentlicht wurde. Neben dem Bearbeiter Chris Hood werden mit Andy Tesso der Originalautor und mit Frankie Olvera der Interpretenname der bearbeiteten Version als Urheber genannt. Das schnelle Instrumental der nun rückwärts zählenden Ambertones wird auf dem Plattenetikett als „schneller Novelty-Song“ bezeichnet.

Lola 104
Lolla 104 Etikettenfehldruck
NRM 903
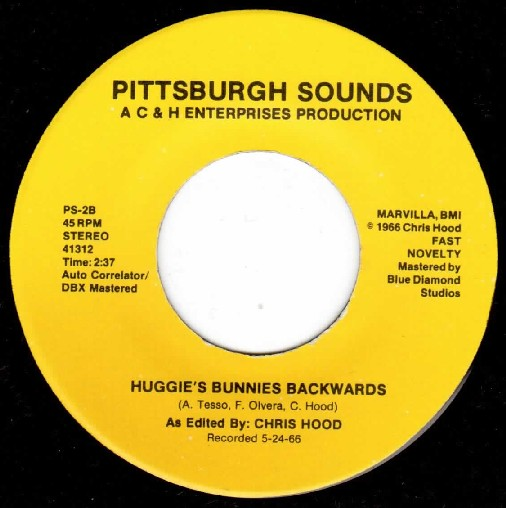
Huggie’s Bunnies Backwards

## Bedeutung, Kritik und Erfolg

Hülle der italienischen Ausgabe von Reprise 20291

Huggie’s Bunnies ist neben Corn Bread ’n’ Chitlins, Soto City und I Want to Swim eine von nur vier Kompositionen, die bei der Verwertungsgesellschaft BMI für Andy Tesso registriert sind. Der Musikerkollege Mark Guerrero bezeichnete das Stück als „Klassiker und Favorit der East Side von Los Angeles“, für David Reyes und Tom Waldman war es die bemerkenswerteste Nummer des Albums, da diese durch seine Widmung an den einflussreichen Dick Hugg am konsequentesten die Karriere der Band anschieben sollte. Ob der Plan aufging und DJ Huggyboy den Titel tatsächlich ungewöhnlich häufig spielte, ist nicht dokumentiert. Keine der vier bekannten Versionen des Titels war ein Charterfolg, lediglich die Fassung der Blendells verkaufte sich als B-Seite zu La La La La La auch über die Westküste der Vereinigten Staaten hinaus. Die von Steven Chavez, dem Präsidenten von Rampart Records im Jahr 2001 initiierte East L.A. Revue All Star Band mit wechselnder Besetzung aus alten und jungen Musikern des Chicano Rocks führt Huggie’s Bunnies in ihrem Live-Repertoire.